# Centaurea kartschiana
Centaurea kartschiana — вид квіткових рослин айстрових (Asteraceae). Ареал: пн.-сх. Італія, Хорватія.
Centaurea kartschiana — дуже місцевий ендемік, обмежений вапняковими прибережними скелями між Дуїно та Аурізіною біля Трієста.